# Chorizagrotis friedeli
Chorizagrotis friedeli är en fjärilsart som beskrevs av Rudolf Pinker 1980. Chorizagrotis friedeli ingår i släktet Chorizagrotis och familjen nattflyn. Inga underarter finns listade i Catalogue of Life.